# Illicium
Illicium é um género de angiospermass trata como parte da família Schisandraceae, or alternately as the sole genus of the Illiciaceae. Possui uma distribuição disjunta, com a maior parte das espécies vindo da Ásia e várias outras da América do Norte, incluindo o sul do Estados Unidos, México e Caribe. O nome do gênero provém do Latim illicere ("atrair").

## Espécies

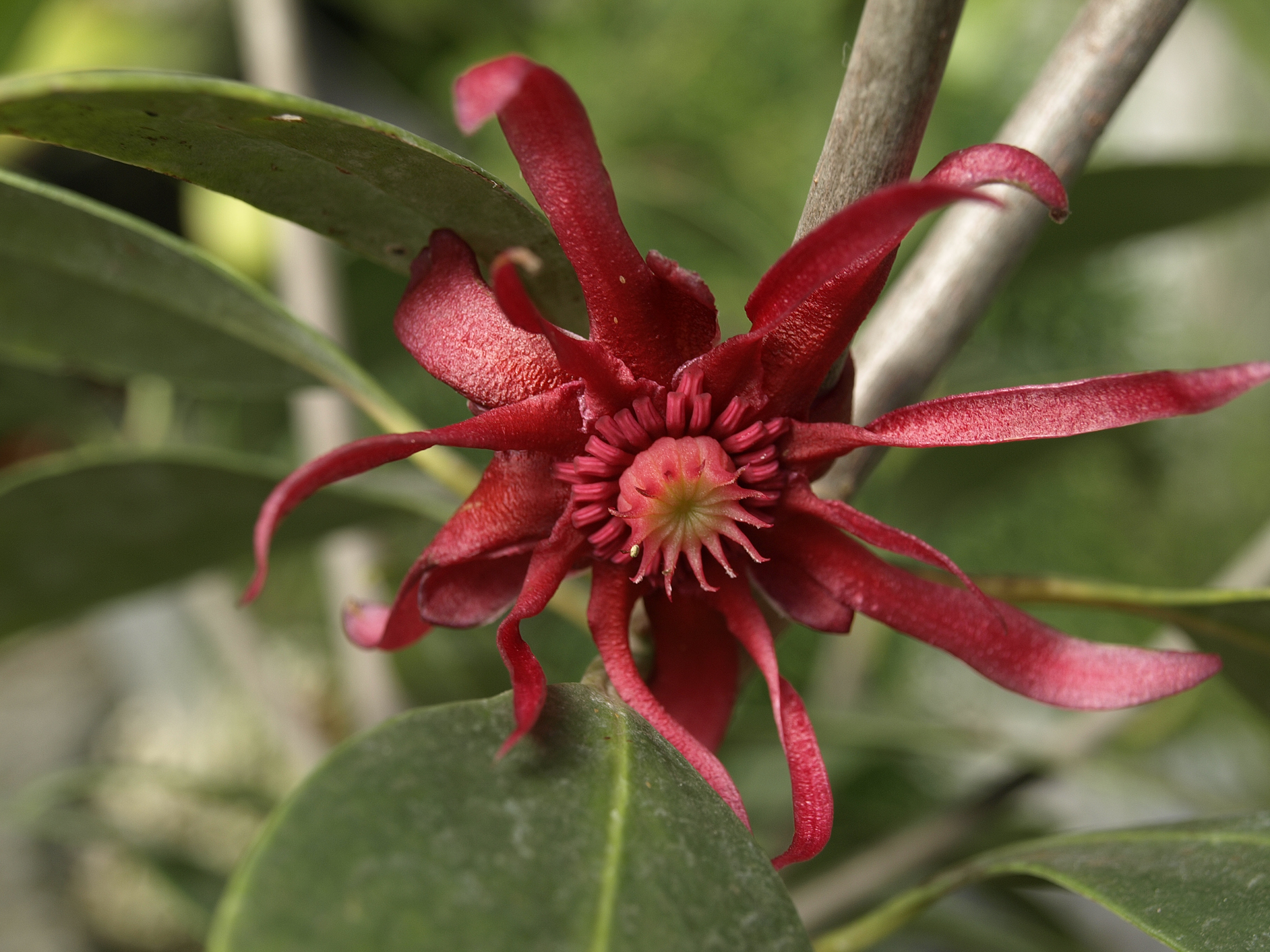
Illicium floridanum

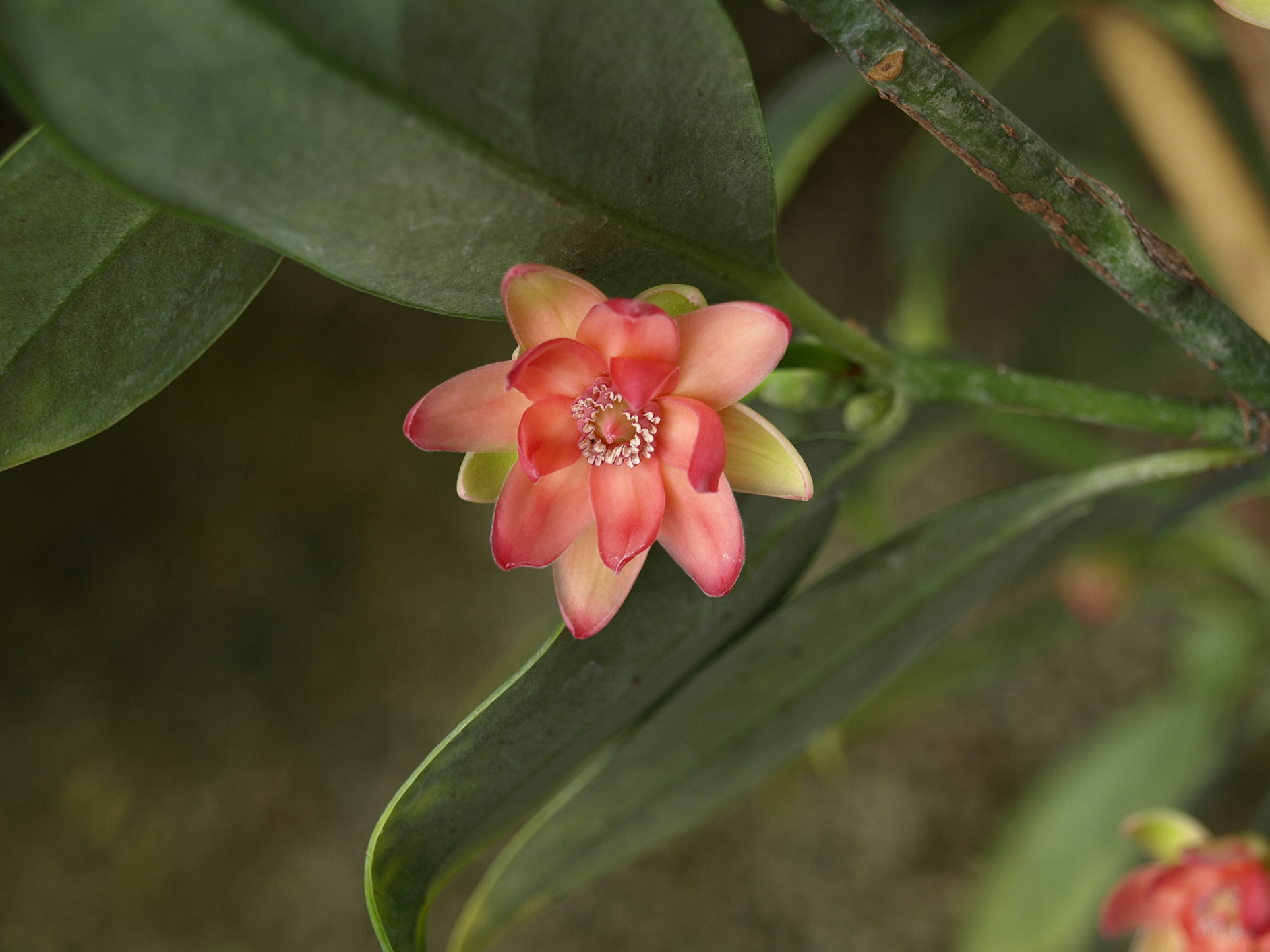
Illicium henryi

O gênero Illicium possui 32 espécies reconhecidas atualmente.
- Illicium angustisepalum A.C. Sm.
- Illicium arborescens Hayata
- Illicium brevistylum A.C. Sm.
- Illicium burmanicum E.H. Wilson
- Illicium cubense A.C.Sm.
- Illicium difengpi B.N.Chang
- Illicium dunnianum Tutcher
- Illicium floridanum J. Ellis
- Illicium griffithii Hook.f. & Thomson
- Illicium guajaibonense (Imkhan.) Judd & J.R. Abbott
- Illicium henryi Diels
- Illicium jiadifengpi B.N. Chang
- Illicium lanceolatum A.C. Sm.
- Illicium leiophyllum A.C. Sm.
- Illicium macranthum A.C. Sm.
- Illicium majus Hook. f. & Thomson
- Illicium merrillianum A.C. Sm.
- Illicium mexicanum A.C. Sm.
- Illicium micranthum Dunn
- Illicium modestum A.C. Sm.
- Illicium pachyphyllum A.C. Sm.
- Illicium parviflorum Michx. ex Vent.
- Illicium parvifolium Merr.
- Illicium petelotii A.C. Sm.
- Illicium philippinense Merr.
- Illicium simonsii Maxim.
- Illicium tashiroi Maxim.
- Illicium tenuifolium (Ridl.) A.C. Sm.
- Illicium ternstroemioides A.C. Sm.
- Illicium tsaii A.C. Sm.
- Illicium verum Hook.f.
- Illicium wardii A.C. Sm.